# Ese Brume
Ese Brume (née le 17 janvier 1996) est une athlète nigériane, spécialiste du saut en longueur.

## Biographie
Elle se révèle lors des championnats d'Afrique juniors 2013, en remportant trois médailles : l'or sur 4 × 100 m et au saut en longueur et l'argent au triple saut. En juin 2014, elle établit un nouveau record d'Afrique junior au saut en longueur en établissant la marque de 6,68 m à Calabar. Sélectionnée pour les Jeux du Commonwealth de Glasgow, elle remporte à dix-huit ans seulement son premier titre majeur en catégorie senior en s'imposant à la longueur avec un saut à 6,56 m, devant l'Anglaise Jazmin Sawyers et la Canadienne Christabel Nettey. Deux semaines plus tard, elle remporte la médaille d'or lors des championnats d'Afrique de Marrakech, avec la marque de 6,50 m. 
En mars 2015, à Addis-Abeba, elle décroche quatre médailles lors des Championnats d'Afrique juniors : l'or au saut en longueur, au triple saut et sur 4 × 100 m, et le bronze sur 100 m.
Elle conserve son titre de championne d'Afrique de la longueur en 2016 à Durban (6,57 m) et en 2018 à Asaba (6,83 m). Le 24 juillet 2019, à Erzurum, elle porte son record personnel à 6,96 m malgré un très fort vent de face (- 2,1 m/s). Aux championnats de Turquie à Bursa, le 4 août, elle brise la barrière des 7 mètres pour la première fois de sa carrière avec un saut à 7,05 m (+ 0,9 m/s), 2e meilleure performance mondiale de l'année et 2e meilleure performance africaine de l'histoire.
Le 29 mai 2021, elle bat le record d'Afrique du saut en longueur — détenu par Chioma Ajunwa depuis 1996 et ses 7,12 m aux Jeux olympiques — avec un saut à 7,17 m.
Lors des championnats du monde 2022, à Eugene, elle remporte la médaille d'argent en établissant sa meilleure marque personnelle avec 7,02 m. Elle est devancée par Malaika Mihambo.
Elle remporte la médaille d'or du saut en longueur aux Championnats d'Afrique d'athlétisme 2024 à Douala.

## Palmarès
| Date | Compétition                        | Lieu                               | Résultat | Épreuve     | Marque  |
| ---- | ---------------------------------- | ---------------------------------- | -------- | ----------- | ------- |
| 2013 | Championnats d'Afrique juniors     | Bambous                            | 4e       | 100 m       | 12 s 16 |
| 2013 | Championnats d'Afrique juniors     | Bambous                            | 1re      | 4 × 100 m   | 46 s 28 |
| 2013 | Championnats d'Afrique juniors     | Bambous                            | 1re      | Longueur    | 6,33 m  |
| 2013 | Championnats d'Afrique juniors     | Bambous                            | 2e       | Triple saut | 12,52 m |
| 2014 | Jeux du Commonwealth               | Glasgow                            | 1re      | Longueur    | 6,56 m  |
| 2014 | Championnats d'Afrique             | Marrakech                          | 1re      | Longueur    | 6,50 m  |
| 2014 | Coupe continentale                 | Marrakech                          | 5e       | Longueur    | 6,34 m  |
| 2015 | Championnats d'Afrique juniors     | Addis-Abeba                        | 3e       | 100 m       | 11 s 86 |
| 2015 | Championnats d'Afrique juniors     | Addis-Abeba                        | 1re      | 4 × 100 m   | 44 s 83 |
| 2015 | Championnats d'Afrique juniors     | Addis-Abeba                        | 1re      | Longueur    | 6,33 m  |
| 2015 | Championnats d'Afrique juniors     | Addis-Abeba                        | 1re      | Triple saut | 13,16 m |
| 2015 | Jeux africains                     | Brazzaville                        | 4e       | Longueur    | 6,23 m  |
| 2016 | Championnats d'Afrique             | Durban                             | 1re      | Longueur    | 6,57 m  |
| 2016 | Jeux olympiques                    | Rio de Janeiro                     | 5e       | Longueur    | 6,81 m  |
| 2018 | Championnats d'Afrique             | Asaba                              | 1re      | Longueur    | 6,83 m  |
| 2018 | Coupe continentale                 | Ostrava                            | 5e       | Longueur    | 6,61 m  |
| 2019 | Jeux africains                     | Rabat                              | 1re      | Longueur    | 6,69 m  |
| 2019 | Championnats du monde              | Doha                               | 3e       | Longueur    | 6,91 m  |
| 2020 | Circuit mondial en salle de l'IAAF | Circuit mondial en salle de l'IAAF | 2e       | Longueur    | détails |
| 2021 | Jeux olympiques                    | Tokyo                              | 3e       | Longueur    | 6,97 m  |
| 2022 | Championnats du monde en salle     | Belgrade                           | 2e       | Longueur    | 6,85 m  |
| 2022 | Championnats du monde              | Eugene                             | 2e       | Longueur    | 7,02 m  |
| 2022 | Jeux du Commonwealth               | Birmingham                         | 1re      | Longueur    | 7,00 m  |
| 2023 | Championnats du monde              | Budapest                           | 4e       | Longueur    | 6,84 m  |
| 2023 | Ligue de diamant                   | Ligue de diamant                   | 2e       | Longueur    | 6,85 m  |
| 2024 | Jeux africains                     | Accra                              | 1re      | Longueur    | 6,92 m  |
| 2024 | Championnats d'Afrique             | Douala                             | 1re      | Longueur    | 6,73 m  |
| 2024 | Jeux olympiques                    | Paris                              | 5e       | Longueur    | 6,70 m  |

## Records
| Épreuve          | Épreuve   | Marque      | Lieu        | Date         |
| ---------------- | --------- | ----------- | ----------- | ------------ |
| Saut en longueur | Plein air | 7,17 m (AR) | Chula Vista | 29 mai 2021  |
| Saut en longueur | En salle  | 6,85 m      | Belgrade    | 20 mars 2022 |